# 茨木インターチェンジ
茨木インターチェンジ（いばらきインターチェンジ）は、大阪府茨木市の名神高速道路上にあるインターチェンジである。

## 概要
茨木市の最寄となる。大都市圏に位置しながら、茨木ICと京都南ICまでは、約20km離れており途中にICがなかったところ、2003年12月24日、その中間に大山崎ICが供用され、その後さらに本ICと同ICとの間に高槻JCT/ICが設置され現在に至っている。
2013年6月までは西日本高速道路関西支社茨木管理事務所が併設されていた（現在は京都高速道路事務所に統合）。
料金所からの流出の際、大阪府道14号大阪高槻京都線の渋滞により、出口が完全にふさがってしまうことがある。この部分では国道171号の箕面方面からインターチェンジに入ろうとする車両と、京都方面へ出ようとする車両が交差する『織り込み交通』も生じている（下図参照）。大阪府道14号大阪高槻京都線の渋滞時は、この渋滞の列を横切って合流することになり、接触事故が多発している。

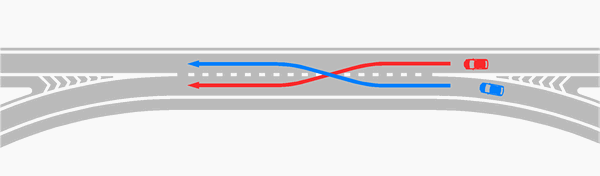
織り込み交通の模式図。実際の茨木インターチェンジ出口とは車線数などで異なる。またインターチェンジからの合流部には一時停止標識がある。

## 歴史
- 1963年（昭和38年）7月16日 - 名神高速道路の栗東IC - 尼崎IC間の開通に伴い供用開始[1][2][3]。
- 2010年（平成22年）3月 - 全国初の新型ETC開閉バーと双方向テレビインターホンを試行導入[要出典]。

## 接続する道路
- 国道171号
- 大阪府道14号大阪高槻京都線

## 料金所
- ブース数：9

### 入口
- ブース数：4
  - ETC専用：2
  - 一般：2

### 出口
- ブース数：5
  - ETC専用：2
  - 一般：3

## 周辺
- 茨木市立畑田小学校
- 大阪府立茨木工科高等学校
- 茨木市立川端康成文学館
- 茨木市立中央図書館
- イオンモール茨木
- 阪急バス茨木営業所

## 名神茨木バスストップ
料金所内の短絡路に設けられている。
大阪発着の東日本各地行きなどが停車する。以前は名神ハイウェイバスも停車していたが、大阪駅発着の特急便が廃止されたため、現在は停車する便はない。
繁忙期（旧盆・年末年始・GW）は名神高速道路が渋滞し、大幅な遅れ運行になるので通過する路線がある（名神高槻、名神大山崎も同様）。
東日本方面
- 大阪 - 新宿・渋谷・池袋 （アルピコ交通・京王バス）
- 大阪・京都 - 静岡線（しずてつジャストライン）

### バス停へのアクセス
- 阪急茨木市駅・JR茨木駅から阪急バスで春日下車。

## 隣
E1 名神高速道路
(11)高槻JCT/IC - (34)茨木IC - (35)吹田JCT/IC